# Vignoles
Vignoles (auch Ravat 51; Abstammung: Seibel 6905 (Le Subéreux) x Pinot Noir) ist eine Anfang des 20. Jahrhunderts durch den französischen Züchter Jean François Ravat gezüchtete Weißweinsorte. Sie ist eine Kreuzung zwischen Seibel 6905 und Pinot Noir. Es handelt sich dabei um eine überaus komplexe Züchtung, in der Gene der Wildreben Vitis rupestris, Vitis aestivalis, Vitis cinerea und Vitis vinifera vorhanden sind.
Ravat war Bergbauingenieur und begann 1929 in der Nähe von Marcigny in der Nähe des Burgund mit der Neuzüchtung von Reben.
Da Vignoles eine Hybridrebe ist, wurde der Anbau in der EU in den 1950er Jahren verboten und darf nur im Versuchsanbau angebaut werden. Die Sorte wird hingegen an der nordamerikanischen Ostküste in den US-Staaten New York (Finger Lakes), Missouri (→ Weinbau in Missouri), North Carolina (→ Weinbau in North Carolina), Pennsylvania (→ Weinbau in Pennsylvania), New Jersey (→ Weinbau in New Jersey) und Michigan (→ Weinbau in Michigan) angebaut. Sie wird vor allem für Schaumweine verwendet. Die Anfälligkeit für Grauschimmelfäule ermöglicht aber auch im vollreifen Zustand die Gewinnung von Süßweinen mit Edelfäule.